# Camembert (Orne)
Camembert é uma comuna francesa na região administrativa da Normandia, no departamento de Orne. Estende-se por uma área de 10,3 km². Em 2010 a comuna tinha 189 habitantes (densidade: 18,3 hab./km²).